# NGC 6404
NGC 6404 is een open sterrenhoop in het sterrenbeeld Schorpioen. Het hemelobject werd in 1837 ontdekt door de Britse astronoom John Herschel.

## Synoniemen
- OCL 1024
- ESO 393-SC13